# بيتر أنطون هاو
بيتر أنطون هاو هو سياسي كندي، ولد في 1888، وتوفي في 1976. انتخب عضو المجلس التشريعي من ساسكاتشوان.